# Heinrich Brandis
Heinrich hrabě Brandis (20. dubna 1821 Štýrský Hradec – 17. února 1900 Vídeň) byl rakouský šlechtic z rodu Brandisů a politik německé národnosti, v 2. polovině 19. století poslanec Říšské rady.

## Biografie
Působil jako statkář. Byl šlechtického původu. Měl titul c. k. komořího. Byl veřejně a politicky aktivní. V letech 1869–1891 působil jako předseda Katolického lidového spolku pro Horní Rakousy. Od roku 1873 byl činný ve finančním ústavu Volkskredit Oberösterreich.
Zasedal jako poslanec Hornorakouského zemského sněmu, kam nastoupil roku 1870 a členem sněmu zůstal do roku 1892. Zastupoval kurii venkovských obcí, obvod Vöcklabruck, později za obvod Freistadt. Politicky patřil mezi katolické konzervativce. V roce 1871 byl členem zemského výboru.
Byl i poslancem Říšské rady (celostátního parlamentu Předlitavska), kam nastoupil v prvních přímých volbách roku 1873 za kurii venkovských obcí v Horních Rakousích, obvod Freistadt, Leonfelden, Perg atd. Mandát zde obhájil ve volbách roku 1879 a volbách roku 1885. V roce 1873 se uvádí jako hrabě Heinrich Brandis, c. k. komoří a statkář, bytem Waldegg. V roce 1873 zastupoval v parlamentu opoziční blok. V roce 1878 zasedal v poslaneckém Hohenwartově klubu (tzv. Strana práva, která byla konzervativně a federalisticky orientována). Jako konzervativec se uvádí i po volbách v roce 1879. V listopadu 1881 přešel do nově utvořeného Liechtensteinova klubu (oficiálně Klub středu), který byl více katolicky, sociálně reformně a centristicky orientovaný.
Od roku 1891 až do své smrti byl členem Panské sněmovny (nevolená horní komora Říšské rady).
Oženil se roku 1849 s hraběnkou Barborou Kinskou (1826–1901), sestrou hraběte Oktaviána Josefa Kinského, známého sportovní jezdce a šlechtitele koní. Z manželství vzešly čtyři děti. Jeho vnučkou byla dostihová jezdkyně Lata Brandisová, která zvítězila jako jediná žena ve Velké pardubické.
Zemřel v únoru 1900 po osmidenním onemocnění, které ho upoutalo na lůžko a během kterého se u něj rozvinul zápal plic.